# Dyomyx placida
Dyomyx placida là một loài bướm đêm trong họ Noctuidae.